# Ашрапов, Асхат Тазетдинович
Асха́т Тазетди́нович Ашра́пов (15 апреля 1931, дер. Кияуково, Башкирская АССР — 19 апреля 2008) — кинорежиссёр и кинооператор. Заслуженный деятель искусств Казахской ССР (1979).

## Биография
В 1955 окончил кинооператорский факультет ВГИКа (мастерская Э. К. Тиссе и А. В. Гальперина). С 1955 работал оператором-постановщиком на студии «Казахфильм».
В 1991 году участвовал в создании киностудии «Башкортостан». В 1990-е был директором кинофонда Союза кинематографистов Казахстана и оргсекретарём этого союза, директором киностудий «Эдельвейс» и «Альянс».

### Семья
Жена — Лидия Абдукаримова, актриса кино;
- дочь,
- сын — Тимур, клипмейкер.

## Творчество
Снял 17 художественных и 15 документальных фильмов.

### Избранная фильмография
| Год  |     | Название                   | Примечание         |
| ---- | --- | -------------------------- | ------------------ |
| 1955 | кор | Мать и сын                 | оператор           |
| 1963 | ф   | Сказ о матери              | оператор           |
| 1967 | ф   | Чинара на скале            | оператор           |
| 1967 | ф   | За нами Москва             | оператор           |
| 1970 | ф   | Конец атамана              | оператор           |
| 1971 | ф   | Кыз-Жибек                  | оператор           |
| 1973 | ф   | Там, где горы белые...     | режиссёр, оператор |
| 1975 | ф   | Храни свою звезду          | оператор           |
| 1976 | ф   | Встречи на Медео           | режиссёр, оператор |
| 1978 | ф   | Кровь и пот                | оператор           |
| 1979 | ф   | Серебряный рог Ала-Тау     | оператор           |
| 1980 | ф   | Мы — взрослые              | оператор           |
| 1984 | ф   | Бойся, враг, девятого сына | оператор           |
| 1986 | ф   | Турксиб                    | оператор           |
| 1990 | ф   | Волчья стая                | режиссёр           |

## Награды
- Заслуженный деятель искусств Казахской ССР (1979)[источник не указан 629 дней]
- Орден Трудового Красного Знамени
- медали.